# Grafling
Grafling är en kommun och ort i Landkreis Deggendorf i Regierungsbezirk Niederbayern i förbundslandet Bayern i Tyskland.